# Psychotria owariensis
Psychotria owariensis är en måreväxtart som först beskrevs av Ambroise Marie François Joseph Palisot de Beauvois, och fick sitt nu gällande namn av William Philip Hiern. Psychotria owariensis ingår i släktet Psychotria och familjen måreväxter. Inga underarter finns listade i Catalogue of Life.